# 南島 (新西蘭)

提议使用的南岛旗帜

南島（英語：South Island；毛利語：Te Wai Pounamu）是组成紐西蘭的兩個主要岛屿之一，与北島被库克海峡隔断。新西兰首都惠灵顿即在南岛对岸，福沃海峡在南面，使之与斯图尔特岛分开。西面为塔斯曼海，东面为南太平洋。該島的毛利語名字為「特瓦普納姆」，意指「綠石之水」。
全岛面積150437平方千米，略大于北岛，是世界第12大的海島。西部由一系列东北-西南走向的山脉构成，这些山脉纵贯本岛，南岛西海岸南部的南阿爾卑斯山脉是紐西蘭的最大山区；其中以航海家库克船长命名的主峰库克山海拔3754米，是紐西蘭的最高峰。南岛的经济逊于北岛。主要城市有基督城、丹尼丁。

## 地理
皇后鎮有秀麗的湖光山色，風光如畫，是南島戶外活動重鎮，包括滑雪、噴射汽艇、激流泛舟、高空彈跳等。 
基督城是南島最大的城市，充滿英國風情，有「花園城市」之稱。
南島第二大城市但尼丁亦充滿蘇格蘭情調，它與因弗卡吉爾都是南島重要城市。
南島亦有其他自然景觀，如紐西蘭最高峰庫克山、西海岸的冰河、西南的峽灣國家公園等。

## 國家公園
- 亞伯塔斯曼國家公園
- 卡胡朗吉國家公園
- 尼爾森湖國家公園
- 亞瑟隘口國家公園
- 帕帕羅瓦國家公園
- 西部區國家公園
  - 福克斯冰川（英语：Fox glacier）
  - 法蘭士·約瑟夫冰川
- 庫克山國家公園
- 艾斯派林山國家公園
- 米爾福德峽灣
- 峽灣國家公園

## 地區和城鎮
馬爾堡地區：
- 納爾遜
- 布倫海姆
- 凱寇瑞

坎特伯里地區：
- 基督城
- 蒂馬魯
- 奧馬魯

奧塔哥地區：
- 但尼丁
- 皇后鎮
- 瓦納卡

西部地區：
- 葛雷茅斯
- 赫基蒂卡

南部地區：
- 因弗卡吉爾
- 蒂阿瑙

## 歷史
在南島中心的石灰岩掩體上可以找到木炭畫，從凱庫拉到北奧塔哥有500多個遺址。 這些畫估計有500至800年的歷史，描繪的是動物，人和奇妙的生物，可能是风格化的爬行動物。 圖中的某些鳥類已滅絕了很長時間，包括恐鳥和哈斯特鷹。 它們是由早期毛利人繪製的，但是到歐洲人到達時，當地的毛利人還不知道這些圖紙的起源。

## 大學
- 坎特伯雷大学
- 奧塔哥大學
- 林肯大學